# Кызылкум (Жетысайский район)
Кызылкум (каз. Қызылқұм, до 1997 г. — Енбекши) — село в Жетысайском районе Туркестанской области Казахстана. Входит в состав Кызылкумского сельского округа. Находится примерно в 26 км к северу от районного центра, города Жетысай. Код КАТО — 514471400.

## Население
В 1999 году население села составляло 2816 человек (1386 мужчин и 1430 женщин). По данным переписи 2009 года, в селе проживали 3592 человека (1808 мужчин и 1784 женщины).

## Известные жители и уроженцы
- Даульбаева, Болсынай (1909—1984) — Герой Социалистического Труда.